# Esposizione internazionale di Milano (1906)
(L'Esposizione internazionale nella cronaca di un giornalista dell'epoca)
L'Esposizione internazionale di Milano del 1906, o Esposizione internazionale del Sempione, si tenne dal 28 aprile all'11 novembre di quell'anno in padiglioni ed edifici appositamente costruiti nell'area alle spalle del Castello Sforzesco, l'attuale Parco Sempione, e nell'area allora occupata dalla Piazza d'armi sulla quale dal 1923 sorgerà la Fiera di Milano. Le due aree erano collegate da una ferrovia elettrica sopraelevata a circa 7 metri di altezza, lunga circa 1.700 metri.
Il tema scelto fu quello dei trasporti a festeggiamento del traforo del Sempione che era stato inaugurato nel febbraio del 1905 e da cui l'Esposizione trasse il nome e l'ispirazione. Presidente dell'Esposizione internazionale del 1906 fu il finanziere e banchiere milanese Cesare Mangili (1850-1917).
Per l'occasione furono investiti 13 milioni di lire dell'epoca, le nuove costruzioni furono 225 tra cui l'acquario civico, l'unica costruzione non demolita e tuttora esistente insieme al padiglione dell'Umanitaria, progettato da Luigi Conconi e trasferito ad Anzola d'Ossola nel 1911.  Le nazioni partecipanti furono 40, gli espositori 35.000, i visitatori furono stimati in più di 5 milioni, una cifra record per l'epoca.
L'immagine ufficiale dell'esposizione, selezionata attraverso un concorso, era dall'artista triestino Leopoldo Metlicovitz e rappresentava un'allegoria del progresso tecnico-scientifico. Il manifesto celebrava l'apertura del traforo del Sempione, completato nel 1905, da cui prese il nome il Parco Sempione stesso e che aveva resa realizzabile la prima linea ferroviaria diretta tra Milano e Parigi. Nel poster di Metlicovitz il dio del commercio Mercurio e la scienza, illuminati dai bagliori rossastri del fuoco della locomotiva, escono dal traforo e guardano verso la città di Milano di cui si riconosce la sagoma del Duomo. La stampa del poster era delle Officine Grafiche Ricordi.

## Storia
I primi spunti relativi alla realizzazione di un'esposizione internazionale a Milano risalgono al 1902 e dovevano festeggiare la costruzione del traforo del Sempione, ma all'epoca, si ipotizzava semplicemente lo sviluppo di un'esposizione tematica sui trasporti. In seguito si optò per un progetto di più ampio respiro cui la rapida adesione di altri paesi come Francia, Germania, Austria-Ungheria, Grecia, Messico, Stati Uniti, Russia, Inghilterra, Svizzera, Giappone e Spagna, confortò l'organizzazione circa la bontà del progetto.
L'evento, che doveva originariamente svolgersi nel 1905, data prevista per il termine dei lavori del traforo, fu in seguito posticipato proprio a causa dei ritardi nella realizzazione del tunnel. Il comitato cittadino, costituitosi ad hoc, individuò l'area verde retrostante il Castello Sforzesco (che avrebbe poi preso il nome di Parco Sempione), come il luogo ove si sarebbe svolto il grosso dell'evento. Fu poi lanciata una sottoscrizione pubblica per ottenere i fondi necessari. A pochi giorni dall'inaugurazione si raggiunse la considerevole cifra di sei milioni di lire. L'Esposizione internazionale di Milano fu solennemente inaugurata il 28 aprile 1906 dai sovrani d'Italia e si chiuse l'11 novembre dello stesso anno con un corteo luminoso. L'inaugurazione fu fatta simbolicamente coincidere con la posa della prima pietra della nuova Stazione centrale, che fu ultimata venticinque anni dopo.

## Tema

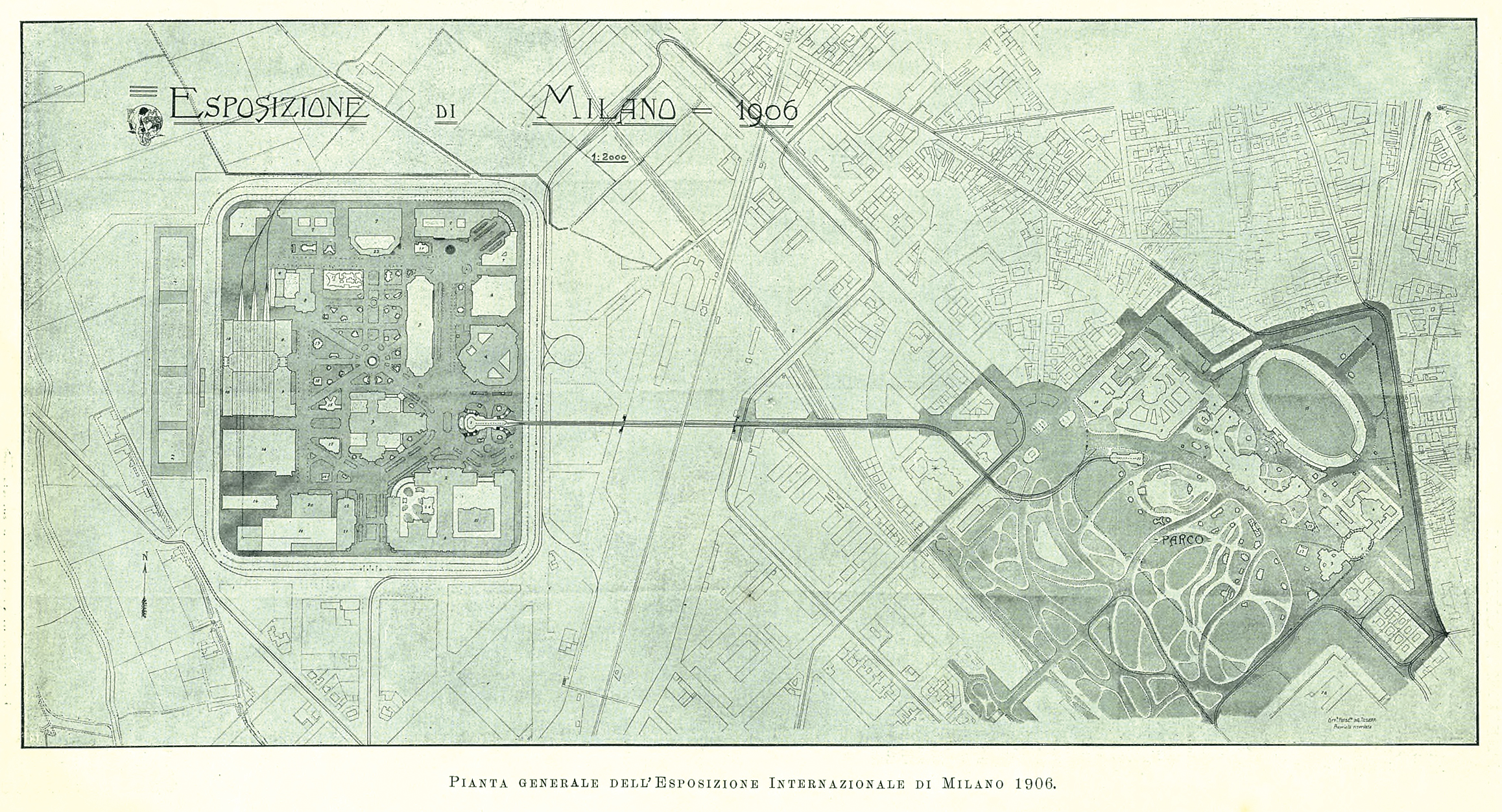
Pianta originale della manifestazione

I sovrani d'Italia all'inaugurazione dell'esposizione

Il tema dell'esposizione in omaggio al traforo del Sempione, fu individuato nel "trasporto" ed in tutto ciò che richiamasse il dinamismo. Per realizzare ciò si decise di creare due settori distinti, uno all'interno del parco Sempione e un altro nella non distante Piazza d'Armi. Pertanto, proprio nella piazza davanti all'ingresso dell'Esposizione, fu portato tutto il materiale ferroviario, mentre si dedicò il parco alle mostre relative all'arte. Nella piazza, oltre ai locomotori italiani, trovarono posto diverse motrici provenienti dai Paesi Bassi, dall'Austria, dalla Germania, dal Belgio e dalla Francia. Queste furono poi mostrate nell'eseguire manovre e nell'affrontare gli scambi automatici.

## Sito

Il parco aerostatico

La via egiziana (Il Cairo) all'interno dell'Esposizione

Il padiglione della Marina

Il sito espositivo dell'esposizione era suddiviso in due zone, una al Parco Sempione e una nell'allora Piazza d'armi, area sulla quale dal 1923 sorgerà la Fiera di Milano. La sistemazione generale dell'area del parco venne affidata all'architetto Sebastiano Giuseppe Locati, quella di Piazza d'Armi all'architetto Giuseppe Sommaruga. L'area complessiva occupata era di circa un milione di metri quadrati, su cui sorgevano padiglioni e altre strutture che coprivano circa 280 mila mq, più del doppio di quanto messo a disposizione l'anno precedente nell'esposizione tenutasi a Liegi l'anno precedente. L'ingresso alla manifestazione, posto al parco Sempione, riproduceva a dimensione naturale l'imbocco del nuovo tunnel del Sempione, su disegno dell'architetto Locati. Attraverso questo imbocca si accedeva alla mostra sul traforo del Sempione in cui erano stati ricostruiti con gesso, cartone, travature in ferro ed effetti scenici, i lavori e le condizioni ambientali in cui essi si erano svolti.
I due settori dell'esposizione vennero collegati fra loro da una linea ferroviaria elevata: una linea ad alta tensione ne garantiva la mobilità.

### Padiglioni tematici
L'area dell'esposizione era costellata di padiglioni tematici ed attrazioni varie. In particolare furono organizzate le seguenti sezioni e sotto sezioni:
- Trasporti terrestri, aeronautica, metrologia
  - carreggio, ciclismo, automobilismo, strade ferrate, trasporti elettrici terrestri
  - Valigeria e imballaggi
  - Materiali per costruzioni aeronautiche, aerostazioni, palloni aerostatici, meteorologia. Questa mostra dedicata al mondo del volo fu una delle prime del genere; aveva in esposizione l'aerocicloplano costruito da Aldo Corazza, dotato di un triciclo atto alla creazione della forza di propulsione necessaria al decollo ed al volo, ma soprattutto l'aeronave Italia, opera realizzata da Almerico da Schio e primo dirigibile della storia italiana, il quale l'anno precedente aveva effettuato il primo volo sui cieli di Schio. In questa zona fu organizzato un completo parco aerostatico, all'interno della quale erano mostrati diversi tipi di palloni aerostatici riempiti di aria o gas. Fu uno dei padiglioni di maggior successo dell'esposizione.
  - Posta, telegrafia e telefoni
  - Il Sempione, con illustrazioni, modelli e progetti del traforo
  - Metrologia
- Trasporti marittimi e fluviali - In questa sezione vennero mostrati tutti gli ultimi ritrovati della navigazione, della costruzione navale, dell'oceanografia, degli sport nautici, ma anche della guerra navale, con la presenza della Regia marina italiana. Il padiglione dedicato venne costruito nella zona di Piazza d'Armi ed era caratterizzato da un grande faro all'ingresso.
- Previdenza. Sezione dedicata al mutuo soccorso, alle assicurazioni, agli istituti di credito e di risparmio e ai patronati del lavoro.
- Arte decorativa - Dedicata all'arredamento e decorazione privata e pubblica, era divisa in una sezione moderna e una antica, ovvero storica.
- Galleria del lavoro per arti industriali - Arti grafiche, carte artistiche, carte per parati, lavorazione artistica dei metalli e del legno, lavorazione delle ceramiche e del vetro, lavorazione dei tessuti ed industrie affini, lavorazione dei cuoi, lavorazioni delle arti industriali in genere.
- Mostre retrospettive dei trasporti
- Piscicoltura. Sezione organizzata nell'area di Parco Sempione e dedicata ad acquacoltura, pesca, animali acquatici vivi e conservazione del pescato . In questa zona venne costruito l'unico edificio destinato a rimanere anche dopo la conclusione della manifestazione, l'Acquario civico di Milano. Su progetto dell'architetto Sebastiano Locati, fu inaugurato il 28 aprile 1906 e a tutt'oggi è da annoverarsi tra gli edifici di maggior pregio e significato del liberty italiano.
- Agraria. Dedicato ai temi della produzione agricola, il padiglione Agraria destò particolare interesse anche architettonico. La sua progettazione in stile liberty fu curata dal giovane architetto Orsino Bongi (1875-1921)[7] che realizzò parti di altre strutture e che, insieme agli ingegneri associati Carlo Bianchi, Francesco Magnani e Mario Rondoni e all'architetto Sebastiano Locati, sì aggiudicò il premio ex aequo per il concorso del progetto generale.[8]
- Igiene pubblica e assistenza sanitaria nei trasporti
- Esposizioni temporanee speciali
- Mostra nazionale di belle arti: si tenne nel parco fra aprile e novembre

Tra le attrazioni costruite per l'esposizione:
- Toboga - L'attrazione venne appositamente costruita per l'esposizione. Si trattava di una rampa alta 70 metri dalla quale venivano lasciate cadere delle barche, lungo binari che finivano in un lago di circa 2000 metri quadri.
- Aeroplano
- Mostra Viaggio estremo a nord
- Chalet-cinematografo

Interessante fu anche il tema della previdenza sociale a cui era dedicata un'area apposita in un padiglione della quale la Società Umanitaria mostrava le proprie realizzazioni che proprio in quello stesso anno, il 1906, erano sfociate nella realizzazione del Primo quartiere popolare della Società Umanitaria, complesso di edilizia residenziale pubblica di Milano costruito su progetto dell'architetto Giovanni Broglio nella via Solari. In una parte del padiglione, opera dell'architetto Luigi Conconi, venne esposto un intero bilocale di via Solari, completamente ammobiliato con i progetti che avevano vinto, nel 1905, il "Concorsi di ammobigliamento per abitazioni operaie" con disegni di Augusto Ghedini ed Emilio Dozzio. L'esposizione dell'Umanitaria ebbe grande rinomanza e vennero organizzate visite in loco nel nuovo quartiere operaio di via Solari.
Fu altresì allestita la riproduzione di un villaggio eritreo, per mostrare ai partecipanti i costumi del Paese che era colonia italiana già dalla seconda metà dell'Ottocento. L'allestimento - che comprendeva indigeni africani e animali esotici - fu curato dal coreografo Giovanni Pratesi, figlio di Ferdinando Pratesi.
A tutto ciò si affiancavano i padiglioni dei Paesi partecipanti. Tra questi degno di menzione era il padiglione russo che vedeva tra gli aderenti lo stesso zar Nicola II con la collezione di porcellane delle fabbriche imperiali.
Alle iniziative strettamente connesse all'esposizione se ne affiancarono altre di contorno dal carattere mondano realizzate all'interno di chioschi, bar e ristoranti. Per l'occasione fu organizzata anche una breve stagione straordinaria al Teatro alla Scala, dal 17 aprile 1906 al 15 maggio 1906.
Tra alcuni padiglioni stranieri che prevedevano anche la degustazione di prodotti tipici, si fece in particolare notare il padiglione cinese con il relativo ristorante.

## Partecipanti[10][11]
La partecipazione durante l'Esposizione del Sempione, non era strutturata come durante le expo odierne, ma i Paesi, le organizzazioni e le aziende potevano partecipare sia con padiglione proprio dedicato, sia con contributo ai padiglioni tematici.
I Paesi partecipanti furono Inghilterra, Francia, Germania, Belgio, Paesi Bassi, Svizzera, Canada, Egitto, Cina, Austria-Ungheria, Grecia, Messico, Stati Uniti, Russia, Giappone, Spagna e Italia.
| Paesi | Paesi    | Paesi    | Paesi    |
| Americhe | Americhe | Americhe | Americhe |
| --- | -------- | -------- | -------- |
| - Argentina - Canada - Cile - Rep. Dominicana - El Salvador - Guatemala - Perù - Stati Uniti - Uruguay |          |          |          |
| Africa |          |          |          |
| - Egitto - Marocco |          |          |          |
| Asia |          |          |          |
| - Cina - Giappone - Impero ottomano - India Britannica - Persia - Siam |          |          |          |
| Europa |          |          |          |
| - Impero austriaco - Belgio - Bulgaria - Danimarca - Francia - Grecia - Italia (organizzatrice) - Monaco - Montenegro - Impero britannico - Germania - Portogallo - Romania - Impero russo - Spagna - Paesi Bassi - Svezia - Svizzera - Ungheria |          |          |          |
| Oceania |          |          |          |
| |          |          |          |
| Organizzazioni |          |          |          |
| - Società per la pace e la giustizia internazionale |          |          |          |
| Regioni e città |          |          |          |
| - Milano - Sampierdarena - Reggenza di Tripoli - Reggenza di Tunisi |          |          |          |
| Partecipanti non ufficiali |          |          |          |
| |          |          |          |
| Aziende |          |          |          |
| - Ferrarelle - Fernet Branca - Liquore Strega - Pirelli |          |          |          |

### Padiglioni nazionali
- Austria - Costruì due padiglioni, uno da 16.000 metri quadri dedicato principalmente a una mostra ferroviaria, ed uno da 200 metri quadri, simile ad un casino da caccia. Inoltre prenotò 200 metri quadri nella sezione dedicata alla pesca.
- Belgio - Occupò 9200 metri quadri all'interno della mostra ferroviaria, 500 nel padiglione dell'automobilismo e 200 in quello della pesca.
- Canada - Il paese nordamericano costruì un padiglione proprio nell'area di Parco Sempione.
- Francia - Costruì un padiglione grandioso da 10.000 metri quadrati in zona Piazza d'Armi, dedicato alle arti decorative. Partecipò inoltre a quasi tutte le sezioni: ferrovie, automobilismo, aeronautica (con padiglione speciale Renard), carrozzeria, metrologia, macchine agrarie e prodotti agrari, pesca, lavoro, igiene, trasporti marittimi e previdenza, Organizzò poi parte della mostra retrospettiva e spazi dedicati per mostre temporanee.
- Repubbliche sudamericane[12] - Può essere considerato un antesignano dei moderni padiglioni collettivi in quanto venne organizzato congiuntamente da Argentina, Cile, Perù, Guatemala, El Salvador, Uruguay e Santo Domingo. L'edificio a cupola venne costruito nell'area di piazza d'Armi, nei pressi della mostra ferroviaria.
- Turchia - Esponeva il Debito Pubblico Ottomano
- Ungheria

L'area denominata Il Cairo può essere considerata il padiglione dell'Egitto. Ampia circa 5000 metri quadri, ricostruiva una via della capitale egiziana, fornita di un ristorante tipico davanti al quale stazionava un cammello.

## Incendio della sezione dell'Arte decorativa e del padiglione della Veneranda Fabbrica del Duomo
Il 3 agosto, alle tre e mezza del mattino, nella galleria d'Arte decorativa italiana e ungherese scoppiò un incendio che distrusse diversi edifici e padiglioni. Andò in fumo il settore espositivo delle Industrie Femminili Italiane e fu distrutto il padiglione dell'Architettura. Il padiglione in legno della Veneranda Fabbrica del Duomo, progettato da Gaetano Moretti e che esponeva documenti e opere d'arte relativi alla cattedrale milanese, fu danneggiato dal fuoco. Fu perduto, fra gli altri documenti, il disegno originale della facciata dell'architetto Carlo Buzzi del 7 aprile 1653 che era servito come base per la facciata attuale del Duomo. Andò perduto anche il disegno originale del 1806 della facciata dell'architetto Carlo Amati e dell'abate Giuseppe Zanoja: di entrambi i disegni esistono tuttora riproduzioni fotografiche dell'epoca a dimensione originale.  Nel giro di quaranta giorni i locali andati distrutti furono ricostruiti grazie al lavoro dell'ebanista Eugenio Quarti e nuovamente inaugurati alla presenza del re Vittorio Emanuele III. Il 1º ottobre fu anche inaugurata la sezione d'arte decorativa ungherese alla presenza del presidente del Consiglio dei ministri Giovanni Giolitti.